# 小川恵
小川 恵（おがわ めぐみ、1980年3月18日 - ）は、日本の元女子サッカー選手。元サッカー日本女子代表。現役時代のポジションはフォワード。

## 来歴
伊賀フットボールクラブくノ一でプレー。サッカー日本女子代表では、2000年12月17日、アメリカ・フェニックスで行われた日米フレンドリーマッチで、アメリカ合衆国代表との試合でデビューした。日本代表での出場はこの1試合のみだった。

## 代表歴
- 2000年12月17日 - A代表初出場 - アメリカ合衆国戦

### 試合数
- 国際Aマッチ 1試合（2000）

| 日本代表 | 国際Aマッチ | 国際Aマッチ |
| 年       | 出場        | 得点        |
| -------- | ----------- | ----------- |
| 2000     | 1           | 0           |
| 通算     | 1           | 0           |

### 出場
| # | 開催日         | 開催地       | 会場 | 相手           | 結果 | 監督     | 大会                   |
| - | -------------- | ------------ | ---- | -------------- | ---- | -------- | ---------------------- |
| 1 | 2000年12月17日 | フェニックス |      | アメリカ合衆国 | △1-1 | 池田司信 | 日米フレンドリーマッチ |